# 화진중학교
화진중학교(花津中學校)는 대한민국 울산광역시 동구 화정동에 있는 공립 중학교이다.

## 학교 연혁
- 1980년 1월 24일 : 화진여자중학교 설립 인가
- 1980년 3월 5일 : 개교 (5학급)
- 2004년 3월 1일 : 화진중학교로 교명 변경(남ㆍ여 공학 전환)
- 2022년 3월 1일 : 제23대 오혜선 교장 취임
- 2022년 12월 23일 : 제41회 졸업식(128명, 누계 13,966명)
- 2023년 3월 2일 : 제44회 신입생 입학(5학급 123명)

## 참고 자료
- 화진중학교 - 한국교육학술정보원 학교알리미